# Города-побратимы и города-партнёры Белграда
Города-побратимы и города-партнёры Белграда — населённые пункты, с которыми Белград заключил соглашение о побратимстве или подписал иной документ о партнёрстве и сотрудничестве. Всего Белград имеет пять соглашений о побратимстве и девятнадцать договоров о сотрудничестве с различными городами.
Согласно Уставу Белграда, город может сотрудничать с другими населёнными пунктами в рамках внешней политики Сербии, уважая территориальное единство и правовой порядок Сербии, а также в соответствии с Конституцией и законом. Соглашение о побратимстве или иной форме сотрудничества от имени Белграда заключает городская Скупщина, при согласии со стороны сербского Правительства. Контакты Белграда с другими городами осуществляются в форме встреч официальных делегаций, обмена профессиональными и учебными группами, участия в работе международных организаций городов, в экономических и культурных мероприятиях, обмене публикациями и другими информационными материалами и т. д.
Первым городом-побратимом Белграда стал Ковентри. Первые связи между ними были установлены в 1953 году, а спустя четыре года была подписана Хартия о побратимстве.
В 2015 году Белград присоединился к международной организации EUROCITIES.

## Легенда
В списке представлены города, с которыми у Белграда есть соглашение о побратимстве или сотрудничестве. Они располагаются в порядке хронологии подписания соответствующего документа.
Таблица:
- Герб или другой символ — иллюстрация официального герба, флага или другого символа города;
- Название города — название города, с которым Белград подписал соглашение;
- Государство — в какой стране находится город;
- Дата подписания документа — в каком году было подписано соглашение о сотрудничестве или побратимстве;
- Комментарий — описание документа;
- Пр. — ссылки на источники;

## Города-побратимы
| Герб или другой символ | Название города | Государство    | Дата подписания документа | Комментарий | Пр.               |
| ---------------------- | --------------- | -------------- | ------------------------- | --- | ----------------- |
|                        | Ковентри        | Великобритания | 1957                      | Первые связи между Белградом и Ковентри были установлены в 1953 году, после посещения Ковентри югославским послом. В 1957 году была подписана Хартия о побратимстве. | [ 2 ] [ 3 ] [ 1 ] |
|                        | Чикаго          | США            | 2005                      | Соглашение о побратимстве подписали мэр Чикаго Ричард Дэйли и мэр Белграда Ненад Богданович подписали соглашение о городах-побратимах в Чикагском культурном центре 7 июня 2005 года. Мэр Богданович и делегация белградского Городского веча находились в Чикаго в рамках программы USAID по реформе местного самоуправления в Сербии. | [ 1 ] [ 4 ] [ 5 ] |
|                        | Керкира         | Греция         | 2010                      | Хартия о побратимстве Белграда и Керкиры была подписана в феврале 2010 года. | [ 1 ] [ 6 ]       |
|                        | Любляна         | Словения       | 2010                      | Соглашение о побратимстве Белграда и Словении было подписано 24 ноября 2010 года. | [ 1 ] [ 7 ] [ 8 ] |
|                        | Шанхай          | Китай          | 2018                      | Соглашение о побратимстве Белграда и Шанхая было подписано 21 мая 2018 года, во время посещения сербской столицы делегацией из Шанхая. | [ 9 ]             |

## Города-партнёры
| Герб или другой символ | Название города | Государство          | Дата подписания документа | Комментарий | Пр.                 |
| ---------------------- | --------------- | -------------------- | ------------------------- | --- | ------------------- |
|                        | Афины           | Греция               | 1966                      | Соглашение о дружбе и сотрудничестве между Афинами и Белградом было подписано в ноябре 1966 года.                | [ 1 ] [ 10 ]        |
|                        | Будапешт        | Венгрия              | 1970                      | Соглашение о дружбе и сотрудничестве между Белградом и Будапештом было подписано в декабре 1970 года.            | [ 1 ]               |
|                        | Рим             | Италия               | 1971                      | Соглашение о дружбе и сотрудничестве между Римом и Белградом было подписано в октябре 1971 года.                 | [ 1 ]               |
|                        | Берлин          | Германия             | 1978                      | Соглашение о дружбе и сотрудничестве между Белградом и Берлином было подписано в ноябре 1978 года.               | [ 1 ]               |
|                        | Пекин           | Китай                | 1980                      | Соглашение о сотрудничестве между Белградом и Пекином было подписано в октябре 1980 года.                        | [ 1 ]               |
|                        | Алжир           | Алжир                | 1981                      | Декларация о совместных интересах Алжира и Белграда была подписана в феврале 1981 года.                          | [ 1 ]               |
|                        | Тель-Авив       | Израиль              | 1990                      | Соглашение о сотрудничестве между Тель-Авивом и Белградом было подписано в мае 1990 года.                        | [ 1 ]               |
|                        | Москва          | Россия               | 1994                      | Программа сотрудничества между Москвой и Белградом была подписана в 1994 году. Позднее неоднократно обновлялась. | [ 1 ] [ 11 ]        |
|                        | Бухарест        | Румыния              | 1999                      | Протокол о сотрудничестве между Белградом и Бухарестом был подписан в сентябре 1999 года.                        | [ 1 ]               |
|                        | Киев            | Украина              | 2002                      | Соглашение о сотрудничестве между Белградом и Киевом было подписано в мае 2002 года.                             | [ 1 ]               |
|                        | Загреб          | Хорватия             | 2003                      | Письмо о намерениях с Загребом и Любляной было подписано в октябре 2003 года.                                    | [ 1 ]               |
|                        | Любляна         | Словения             | 2003                      | Письмо о намерениях с Загребом и Любляной было подписано в октябре 2003 года.                                    | [ 1 ] [ 12 ]        |
|                        | Баня-Лука       | Босния и Герцеговина | 2005                      | Соглашение о сотрудничестве между Белградом и Баня-Лукой было подписано в апреле 2005 года.                      | [ 1 ] [ 13 ]        |
|                        | Подгорица       | Черногория           | 2010                      | Протокол о сотрудничестве между Белградом и Подгорицей был подписан в июле 2010 года.                            | [ 1 ]               |
|                        | Скопье          | Северная Македония   | 2012                      | Соглашение о сотрудничестве между Белградом и Скопьем было подписано в марте 2012 года.                          | [ 1 ]               |
|                        | Минск           | Белоруссия           | 2014                      | Соглашение о сотрудничестве между Белградом и Минском было подписано в июне 2014 года.                           | [ 1 ] [ 14 ]        |
|                        | Берн            | Швейцария            | 2016                      | Соглашение о сотрудничестве между Белградом и Берном было подписано в феврале 2016 года.                         | [ 1 ] [ 15 ]        |
|                        | Тегеран         | Иран                 | 2016                      | Меморандум о понимании между Белградом и Тегераном был подписан в сентябре 2016 года.                            | [ 1 ] [ 16 ] [ 17 ] |
|                        | Астана          | Казахстан            | 2016                      | Протокол о намерениях между Астаной и Белградом был подписан в ноябре 2016 года.                                 | [ 1 ] [ 18 ]        |